# Yoshinobu Miyake
Yoshinobu Miyake (jap. 三宅義信 Miyake Yoshinobu; ur. 24 listopada 1939 w Muracie) – japoński sztangista, trzykrotny medalista olimpijski i wielokrotny medalista mistrzostw świata.

## Kariera
Początkowo startował w wadze koguciej (do 56 kilogramów), a od 1963 roku w piórkowej (do 60 kilogramów). Pierwszy sukces osiągnął w 1960 roku, kiedy podczas igrzysk olimpijskich w Rzymie zdobył srebrny medal. W zawodach tych rozdzielił na podium Charlesa Vinciego z USA i Esma’ila Elm Chaha z Iranu. Następnie zdobył brązowy medal na mistrzostwach świata w Wiedniu (1961), przegrywając tylko z Władimirem Stogowem z ZSRR i Węgrem Imre Földim, oraz złoty podczas mistrzostw świata w Budapeszcie (1962).
Po zmianie kategorii, już w 1963 roku, zdobył złoty medal na mistrzostwach świata w Sztokholmie. Wynik ten powtarzał na mistrzostwach świata w Teheranie w 1965 roku i podczas rozgrywanych rok później mistrzostw świata w Berlinie. W międzyczasie zwyciężył także na igrzyskach w Tokio, zdobywając pierwszy w historii złoty medal olimpijski dla Japonii w tym sporcie. Ustanowił tam także rekord świata z wynikiem 397,5 kg. Tytuł mistrza olimpijskiego Miyake obronił podczas igrzysk w Meksyku. Startował również na rozgrywanych w 1972 roku igrzyskach olimpijskich w Monachium, gdzie zajął czwarte miejsce. Walkę o podium przegrał tam z Węgrem Jánosem Benedekiem o 5 kg. Wielokrotnie bił rekordy globu.
Sztangistą był także jego brat Yoshiyuki oraz bratanica, Hiromi Miyake.

## Starty olimpijskie
- Rzym 1960 – kategoria do 56 kilogramów – srebro
- Tokio 1964 – kategoria do 60 kilogramów – złoto
- Meksyk 1968 – kategoria do 60 kilogramów – złoto
- Monachium 1972 – kategoria do 60 kilogramów – 4. miejsce

## Mistrzostwa świata
- Wiedeń 1961 – kategoria do 56 kilogramów – brąz
- Budapeszt 1962 – kategoria do 56 kilogramów – złoto
- Sztokholm 1963 – kategoria do 60 kilogramów – złoto
- Tokio 1964 – kategoria do 60 kilogramów – złoto
- Teheran 1965 – kategoria do 60 kilogramów – złoto
- Berlin 1966 – kategoria do 60 kilogramów – złoto
- Meksyk 1968 – kategoria do 60 kilogramów – złoto[a]